# 덫 (2017년 영화)
"덫"은 2017년에 개봉한 대한민국의 영화이다.

## 캐스팅
- 권민 : 김민석 역
- 이유진 : 아연 역
- 최준용 : 박경사 역
- 강현중 : 조검사 역
- 김나정 : 주희 역
- 주영호 : 황경장 역
- 한그림 : 한경사 역
- 김민혁 : 의사 역
- 이한나 : 성아 역
- 이인율 : 경한 역
- 이재희 : 대역 역
- 최재혁 : 친구 역
- 심정훈, 류준열, 윤가현 : 내사과 역
- 조희돌, 김만기 : 수사관 역
- 김현우, 오영호 : 수행원 역
- 설주미 : 치킨집 역
- 이태광 : 맞선남 역
- 이귀정 : 조실장 역
- 김진환 : 등산객 역
- 박미애, 신은진, 유연비 : 테니스 역
- 권대정, 김대운 : 형사 역
- 이택근, 최민주 : 거래처 역
- 문영동 : 김상호 역 (우정출연)
- 김영웅 : 검사장 역 (우정출연)